# Euroliga de 2014–15 – Grupo E
Artigo principal Euroliga 2014-2015

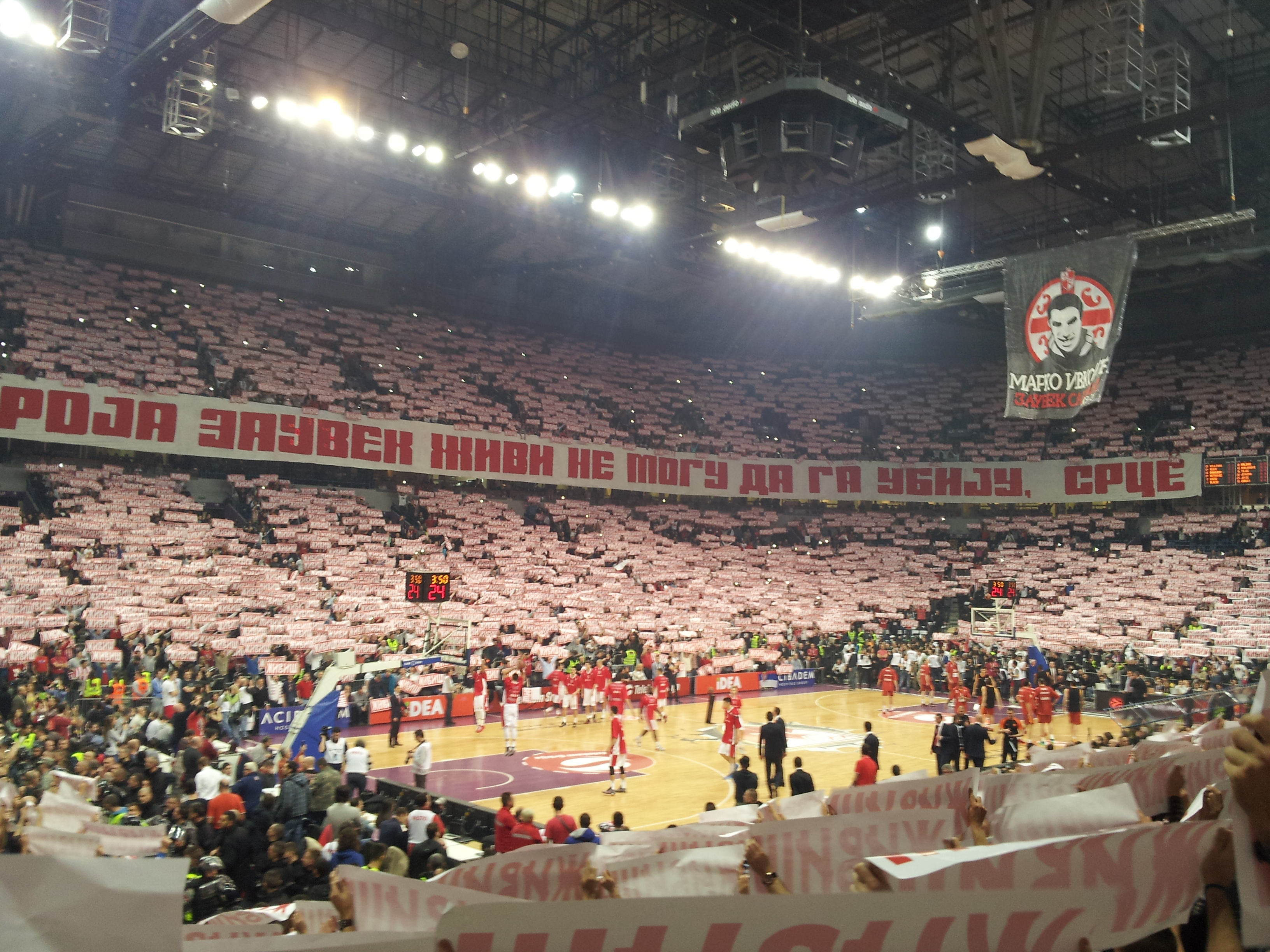
Euroleague game Crvena zvezda - Galata, Belgrade Arena

Resultados e classificação do Grupo E da Segunda Fase (Top 16) da Euroliga 2014-2015.

## Classificação
| Clube                     | J | V | D | PF  | PC  | Dif |
| ------------------------- | - | - | - | --- | --- | --- |
| Real Madrid               | 7 | 6 | 1 | 605 | 510 | 95  |
| Panathinaikos Atenas      | 7 | 5 | 2 | 526 | 502 | 24  |
| Maccabi Tel Aviv          | 7 | 5 | 2 | 543 | 530 | 13  |
| FC Barcelona              | 7 | 4 | 3 | 554 | 542 | 12  |
| Alba Berlin               | 7 | 3 | 4 | 472 | 499 | -27 |
| Galatasaray Istambul      | 7 | 2 | 5 | 536 | 567 | -31 |
| Zalgiris Kaunas           | 7 | 2 | 5 | 481 | 535 | -54 |
| Estrela Vermelha Belgrado | 7 | 1 | 6 | 504 | 536 | -32 |

## Resultados
Todos os horários seguem o Horário da Europa Central.

### 1ª Rodada
| 30 de Dezembro de 2014 19:00 | Relatório | Galatasaray Istambul                                      | 78–69 | Žalgiris Kaunas                                                      |  | Abdi İpekçi Arena, Istambul Público: 0 Árbitros: Borys Ryzhyk (UKR), Eddie Viator (FRA), Marek Cmikiewicz (POL) |  |
| 30 de Dezembro de 2014 19:00 | Relatório | Placar por quarto: 20–22, 15–19, 22–14, 21–14             |       |                                                                      |  | Abdi İpekçi Arena, Istambul Público: 0 Árbitros: Borys Ryzhyk (UKR), Eddie Viator (FRA), Marek Cmikiewicz (POL) |  |
| 30 de Dezembro de 2014 19:00 | Relatório | Pts: Erceg, Güler 14 Rbts: Carter, Güler 7 Asts: Arroyo 5 |       | Pts: Anderson 15 Rbts: Kariniauskas, Javtokas 6 Asts: Kariniauskas 4 |  | Abdi İpekçi Arena, Istambul Público: 0 Árbitros: Borys Ryzhyk (UKR), Eddie Viator (FRA), Marek Cmikiewicz (POL) |  |

| 30 de Dezembro de 2014 21:00 | Relatório | Panathinaikos Atenas                                                      | 83–76 | Maccabi Tel Aviv                                    |  | OAKA., Atenas Público: 11.500 Árbitros: Ilija Belosevic (SRB), Recep Ankarali (TUR), Olegs Latisevs (LAT) |  |
| 30 de Dezembro de 2014 21:00 | Relatório | Placar por quarto: 15–19, 24–24, 21–21, 23–12                             |       |                                                     |  | OAKA., Atenas Público: 11.500 Árbitros: Ilija Belosevic (SRB), Recep Ankarali (TUR), Olegs Latisevs (LAT) |  |
| 30 de Dezembro de 2014 21:00 | Relatório | Pts: Batista 16 Rbts: Mavrokefalidis, Gist, Batista 6 Asts: Diamantidis 7 |       | Pts: Randle, Linhart 18 Rbts: Tyus 11 Asts: Pargo 9 |  | OAKA., Atenas Público: 11.500 Árbitros: Ilija Belosevic (SRB), Recep Ankarali (TUR), Olegs Latisevs (LAT) |  |

| 2 de Janeiro de 2015 19:00 | Relatório | Estrela Vermelha Belgrado                                 | 72–79 | Real Madrid                                       |  | Kombank Arena, Belgrado Público: 18.920 Árbitros: Christos Christodoulou (GRE), Spiros Gkontas (GRE), Nicola Maestre (FRA) |  |
| 2 de Janeiro de 2015 19:00 | Relatório | Placar por quarto: 12–15, 19–19, 14–24, 27–21             |       |                                                   |  | Kombank Arena, Belgrado Público: 18.920 Árbitros: Christos Christodoulou (GRE), Spiros Gkontas (GRE), Nicola Maestre (FRA) |  |
| 2 de Janeiro de 2015 19:00 | Relatório | Pts: Mitrović, Zirbes 13 Rbts: Marjanović 7 Asts: Jović 9 |       | Pts: Fernández 15 Rbts: Fernández 6 Asts: Llull 9 |  | Kombank Arena, Belgrado Público: 18.920 Árbitros: Christos Christodoulou (GRE), Spiros Gkontas (GRE), Nicola Maestre (FRA) |  |

| 2 de Janeiro de 2015 20:00 | Relatório | Alba Berlin                                                                          | 80–70 | FC Barcelona                                   |  | O2 World, Berlim Público: 9.379 Árbitros: Paolo Taurino (ITA), Panagiotis Anastopoulos (GRE), Joseph Bissang (FRA) |  |
| 2 de Janeiro de 2015 20:00 | Relatório | Placar por quarto: 16–23, 23–17, 22–8, 19–22                                         |       |                                                |  | O2 World, Berlim Público: 9.379 Árbitros: Paolo Taurino (ITA), Panagiotis Anastopoulos (GRE), Joseph Bissang (FRA) |  |
| 2 de Janeiro de 2015 20:00 | Relatório | Pts: Redding, McLean, Radošević 16 Rbts: Redding, McLean 8 Asts: Renfroe, Hammonds 4 |       | Pts: Huertas 23 Rbts: Tomić 10 Asts: Huertas 7 |  | O2 World, Berlim Público: 9.379 Árbitros: Paolo Taurino (ITA), Panagiotis Anastopoulos (GRE), Joseph Bissang (FRA) |  |

### 2ª Rodada
| 8 de Janeiro de 2015 20:05 | Relatório | Maccabi Tel Aviv                              | 78–67 | Estrela Vermelha Belgrado                                   |  | Arena Menora Mivtachim, Tel Aviv Público: 11.060 Árbitros: Juan Carlos Garcia Gonzalez (ESP), Antonio Conde (ESP), Petros Papapetrou (GRE) |  |
| 8 de Janeiro de 2015 20:05 | Relatório | Placar por quarto: 21–18, 16–15, 19–16, 22–18 |       |                                                             |  | Arena Menora Mivtachim, Tel Aviv Público: 11.060 Árbitros: Juan Carlos Garcia Gonzalez (ESP), Antonio Conde (ESP), Petros Papapetrou (GRE) |  |
| 8 de Janeiro de 2015 20:05 | Relatório | Pts: Randle 16 Rbts: Smith 10 Asts: Ohayon 8  |       | Pts: Kalinić 18 Rbts: Blažič, Marjanović 8 Asts: Williams 9 |  | Arena Menora Mivtachim, Tel Aviv Público: 11.060 Árbitros: Juan Carlos Garcia Gonzalez (ESP), Antonio Conde (ESP), Petros Papapetrou (GRE) |  |

| 8 de Janeiro de 2015 20:45 | Relatório | Real Madrid                                   | 93–78 | Galatasaray Istambul                       |  | Barclaycard Center, Madrid Público: 7.806 Árbitros: Sreten Radovic (CRO), Boris Shulga (UKR), Ioannis Foufis (GRE) |  |
| 8 de Janeiro de 2015 20:45 | Relatório | Placar por quarto: 25–24, 30–15, 14–18, 24–21 |       |                                            |  | Barclaycard Center, Madrid Público: 7.806 Árbitros: Sreten Radovic (CRO), Boris Shulga (UKR), Ioannis Foufis (GRE) |  |
| 8 de Janeiro de 2015 20:45 | Relatório | Pts: Reyes 22 Rbts: Reyes 11 Asts: Llull 7    |       | Pts: Erceg 17 Rbts: Erceg 5 Asts: Arroyo 6 |  | Barclaycard Center, Madrid Público: 7.806 Árbitros: Sreten Radovic (CRO), Boris Shulga (UKR), Ioannis Foufis (GRE) |  |

| 9 de Janeiro de 2015 18:45 | Relatório | Žalgiris Kaunas                                                      | 75–62 | Alba Berlin                                     |  | Žalgiris Arena, Kaunas Público: 8.214 Árbitros: Miguel Perez Perez (ESP), Tolga Sahin (ITA), Emilio Perez Pizarro (ESP) |  |
| 9 de Janeiro de 2015 18:45 | Relatório | Placar por quarto: 18–15, 17–13, 18–18, 22–16                        |       |                                                 |  | Žalgiris Arena, Kaunas Público: 8.214 Árbitros: Miguel Perez Perez (ESP), Tolga Sahin (ITA), Emilio Perez Pizarro (ESP) |  |
| 9 de Janeiro de 2015 18:45 | Relatório | Pts: Anderson 16 Rbts: Jankūnas, Anderson 6 Asts: Cherry, Jankūnas 4 |       | Pts: McLean 16 Rbts: Renfroe 7 Asts: Hammonds 6 |  | Žalgiris Arena, Kaunas Público: 8.214 Árbitros: Miguel Perez Perez (ESP), Tolga Sahin (ITA), Emilio Perez Pizarro (ESP) |  |

| 9 de Janeiro de 2015 20:45 | Report | FC Barcelona                                                    | 80–76 | Panathinaikos Atenas                                |  | Palau Blaugrana, Barcelona Público: 5.162 Árbitros: Luigi Lamonica (ITA), Milivoje Jovcic (SRB), Tomas Jasevicius (ESP) |  |
| 9 de Janeiro de 2015 20:45 | Report | Placar por quarto: 14–20, 23–17, 26–19, 17–20                   |       |                                                     |  | Palau Blaugrana, Barcelona Público: 5.162 Árbitros: Luigi Lamonica (ITA), Milivoje Jovcic (SRB), Tomas Jasevicius (ESP) |  |
| 9 de Janeiro de 2015 20:45 | Report | Pts: Huertas 22 Rbts: Doellman, Thomas, Tomić 6 Asts: Huertas 5 |       | Pts: Nelson 16 Rbts: Batista 12 Asts: Diamantidis 4 |  | Palau Blaugrana, Barcelona Público: 5.162 Árbitros: Luigi Lamonica (ITA), Milivoje Jovcic (SRB), Tomas Jasevicius (ESP) |  |

### 3ª Rodada
| 15 de Janeiro de 2015 20:15 | Relatório | Alba Berlin                                    | 61–79 | Real Madrid                                         |  | O2 World, Berlim Público: 9.066 Árbitros: Recep Ankarali (TUR), Matej Boltauzer (SLO), Tomasz Trawicki (POL) |  |
| 15 de Janeiro de 2015 20:15 | Relatório | Placar por quarto: 15–16, 19–20, 10–19, 17–24  |       |                                                     |  | O2 World, Berlim Público: 9.066 Árbitros: Recep Ankarali (TUR), Matej Boltauzer (SLO), Tomasz Trawicki (POL) |  |
| 15 de Janeiro de 2015 20:15 | Relatório | Pts: Renfroe 13 Rbts: McLean 5 Asts: Redding 4 |       | Pts: Llull 13 Rbts: Ayón, Reyes 6 Asts: Rodríguez 7 |  | O2 World, Berlim Público: 9.066 Árbitros: Recep Ankarali (TUR), Matej Boltauzer (SLO), Tomasz Trawicki (POL) |  |

| 15 de Janeiro de 2015 20:45 | Relatório | Maccabi Tel Aviv                                  | 70–68 | FC Barcelona                                 |  | Arena Menora Mivtachim, Tel Aviv Público: 11.060 Árbitros: Robert Lottermoser (GER), Spiros Gontas (GRE), Milos Koljensic (MNE) |  |
| 15 de Janeiro de 2015 20:45 | Relatório | Placar por quarto: 15–13, 21–15, 17–19, 17–21     |       |                                              |  | Arena Menora Mivtachim, Tel Aviv Público: 11.060 Árbitros: Robert Lottermoser (GER), Spiros Gontas (GRE), Milos Koljensic (MNE) |  |
| 15 de Janeiro de 2015 20:45 | Relatório | Pts: Pargo 20 Rbts: Schortsanitis 9 Asts: Pargo 7 |       | Pts: Tomić 21 Rbts: Tomić 10 Asts: Huertas 7 |  | Arena Menora Mivtachim, Tel Aviv Público: 11.060 Árbitros: Robert Lottermoser (GER), Spiros Gontas (GRE), Milos Koljensic (MNE) |  |

| 16 de Janeiro de 2015 20:45 | Relatório | Estrela Vermelha Belgrado                                      | 65–74 | Galatasaray Istambul                              |  | Kombank Arena, Belgrado Público: 17.821 Árbitros: Dani Hierrenzuelo (ESP), Olegs Latisevs (LAT), Piotr Pastusiak (POL) |  |
| 16 de Janeiro de 2015 20:45 | Relatório | Placar por quarto: 19–21, 16–12, 12–18, 18–23                  |       |                                                   |  | Kombank Arena, Belgrado Público: 17.821 Árbitros: Dani Hierrenzuelo (ESP), Olegs Latisevs (LAT), Piotr Pastusiak (POL) |  |
| 16 de Janeiro de 2015 20:45 | Relatório | Pts: Marjanović 18 Rbts: Marjanović, Zirbes 7 Asts: Williams 4 |       | Pts: Micov 12 Rbts: Maric 7 Asts: Arroyo, Micov 3 |  | Kombank Arena, Belgrado Público: 17.821 Árbitros: Dani Hierrenzuelo (ESP), Olegs Latisevs (LAT), Piotr Pastusiak (POL) |  |

| 16 de Janeiro de 2015 20:45 | Relatório | Panathinaikos Atenas                               | 77–58 | Žalgiris Kaunas                                    |  | OAKA, Atenas Público: 10.500 Árbitros: Vicente Bulto (ESP), Damir Javor (SLO), Benjamin Jimenez (ESP) |  |
| 16 de Janeiro de 2015 20:45 | Relatório | Placar por quarto: 24–16, 22–17, 17–9, 14–16       |       |                                                    |  | OAKA, Atenas Público: 10.500 Árbitros: Vicente Bulto (ESP), Damir Javor (SLO), Benjamin Jimenez (ESP) |  |
| 16 de Janeiro de 2015 20:45 | Relatório | Pts: Pappas 14 Rbts: Batista 9 Asts: Diamantidis 6 |       | Pts: Cherry 13 Rbts: Jankūnas 7 Asts: Lekavičius 3 |  | OAKA, Atenas Público: 10.500 Árbitros: Vicente Bulto (ESP), Damir Javor (SLO), Benjamin Jimenez (ESP) |  |

### 4ª Rodada
| 22 de Janeiro de 2015 19:00 | Relatório | Galatasaray Istambul                          | 65–75 | Alba Berlin                                    |  | Abdi İpekçi Arena, Istambul Público: 0 Árbitros: Fernando Rocha (POR), Antonio Conde (ESP), Carlos Cortes (ESP) |  |
| 22 de Janeiro de 2015 19:00 | Relatório | Placar por quarto: 19–18, 14–13, 15–21, 17–23 |       |                                                |  | Abdi İpekçi Arena, Istambul Público: 0 Árbitros: Fernando Rocha (POR), Antonio Conde (ESP), Carlos Cortes (ESP) |  |
| 22 de Janeiro de 2015 19:00 | Relatório | Pts: Erceg 19 Rbts: Young 6 Asts: Carter 5    |       | Pts: Redding 16 Rbts: McLean 7 Asts: Renfroe 9 |  | Abdi İpekçi Arena, Istambul Público: 0 Árbitros: Fernando Rocha (POR), Antonio Conde (ESP), Carlos Cortes (ESP) |  |

| 22 de Janeiro de 2015 20:45 | Relatório | Real Madrid                                   | 83–65 | Panathinaikos Atenas                                |  | Barclaycard Center, Madrid Público: 9.928 Árbitros: Robert Lottermoser (GER), Eddie Viator (FRA), Carmelo Paternico (ITA) |  |
| 22 de Janeiro de 2015 20:45 | Relatório | Placar por quarto: 20–14, 19–15, 21–19, 23–17 |       |                                                     |  | Barclaycard Center, Madrid Público: 9.928 Árbitros: Robert Lottermoser (GER), Eddie Viator (FRA), Carmelo Paternico (ITA) |  |
| 22 de Janeiro de 2015 20:45 | Relatório | Pts: Reyes 18 Rbts: Reyes 9 Asts: Rodriguez 7 |       | Pts: Batista 15 Rbts: Batista 9 Asts: Diamantidis 7 |  | Barclaycard Center, Madrid Público: 9.928 Árbitros: Robert Lottermoser (GER), Eddie Viator (FRA), Carmelo Paternico (ITA) |  |

| 23 de Janeiro de 2015 18:45 | Relatório | Žalgiris Kaunas                                       | 66–73 | Maccabi Tel Aviv                                       |  | Žalgiris Arena, Kaunas Público: 11.184 Árbitros: Sasa Pukl (SLO), Srdan Dozai (CRO), Elias Koromilas (GRE) |  |
| 23 de Janeiro de 2015 18:45 | Relatório | Placar por quarto: 22–22, 15–18, 15–8, 14–25          |       |                                                        |  | Žalgiris Arena, Kaunas Público: 11.184 Árbitros: Sasa Pukl (SLO), Srdan Dozai (CRO), Elias Koromilas (GRE) |  |
| 23 de Janeiro de 2015 18:45 | Relatório | Pts: Jankūnas 18 Rbts: Jankūnas 13 Asts: Lekavičius 3 |       | Pts: Landesberg 20 Rbts: Smith, Ohayon 6 Asts: Pargo 8 |  | Žalgiris Arena, Kaunas Público: 11.184 Árbitros: Sasa Pukl (SLO), Srdan Dozai (CRO), Elias Koromilas (GRE) |  |

| 23 de Janeiro de 2015 20:45 | Relatório | FC Barcelona                                   | 92–77 | Estrela Vermelha Belgrado                                 |  | Palau Blaugrana, Barcelona Público: 5.381 Árbitros: Borys Ryzhyk (UKR), Roberto Chiari (ITA), Ioannis Foufis (GRE) |  |
| 23 de Janeiro de 2015 20:45 | Relatório | Placar por quarto: 27–21, 22–17, 21–21, 22–18  |       |                                                           |  | Palau Blaugrana, Barcelona Público: 5.381 Árbitros: Borys Ryzhyk (UKR), Roberto Chiari (ITA), Ioannis Foufis (GRE) |  |
| 23 de Janeiro de 2015 20:45 | Relatório | Pts: Abrines 15 Rbts: Tomić 10 Asts: Huertas 7 |       | Pts: Blažič 13 Rbts: Marjanović 7 Asts: Williams, Jović 3 |  | Palau Blaugrana, Barcelona Público: 5.381 Árbitros: Borys Ryzhyk (UKR), Roberto Chiari (ITA), Ioannis Foufis (GRE) |  |

### 5ª Rodada
| 29 de Janeiro de 2015 20:05 | Relatório | Maccabi Tel Aviv                                                   | 90–86 | Real Madrid                                    |  | Menora Mivtachim Arena, Tel Aviv Público: 11 060 Árbitros: Ryzhyk (UKR), Rocha (POR), Anastopoulos (GRE) |  |
| 29 de Janeiro de 2015 20:05 | Relatório | Placar por quarto: 23-31, 23-23, 22-15, 22-17                      |       |                                                |  | Menora Mivtachim Arena, Tel Aviv Público: 11 060 Árbitros: Ryzhyk (UKR), Rocha (POR), Anastopoulos (GRE) |  |
| 29 de Janeiro de 2015 20:05 | Relatório | Pts: Schortsanitis e Haynes 17 Rbts: Schortsanitis 8 Asts: Pargo 9 |       | Pts: Reyes 20 Rbts: Reyes 11 Asts: Rodríguez 8 |  | Menora Mivtachim Arena, Tel Aviv Público: 11 060 Árbitros: Ryzhyk (UKR), Rocha (POR), Anastopoulos (GRE) |  |

| 29 de Janeiro de 2015 20:45 | Relatório | Estrela Vermelha Belgrado                                | 86–69 | Alba Berlin                                    |  | Pionir Hall, Belgrado Público: 5 908 Árbitros: Lamonica (ITA), Koromilas (GRE), Shulga (UKR) |  |
| 29 de Janeiro de 2015 20:45 | Relatório | Placar por quarto: 22–12, 25–17, 17–18, 22-22            |       |                                                |  | Pionir Hall, Belgrado Público: 5 908 Árbitros: Lamonica (ITA), Koromilas (GRE), Shulga (UKR) |  |
| 29 de Janeiro de 2015 20:45 | Relatório | Pts: Marjanovic 17 Rbts: Marjanovic 12 Asts: Williams 10 |       | Pts: McLean 14 Rbts: Renfroe 9 Asts: Renfroe 4 |  | Pionir Hall, Belgrado Público: 5 908 Árbitros: Lamonica (ITA), Koromilas (GRE), Shulga (UKR) |  |

| 30 de Janeiro de 2015 20:45 | Relatório | FC Barcelona                                        | 89–72 | Žalgiris Kaunas                                 |  | Palau Blaugrana, Catalunha Público: 6 762 Árbitros: Ziemblicki (POL), Bissang (FRA), Papapetrou (GRE) |  |
| 30 de Janeiro de 2015 20:45 | Relatório | Placar por quarto: 29–13, 22–20, 16-20, 22–19       |       |                                                 |  | Palau Blaugrana, Catalunha Público: 6 762 Árbitros: Ziemblicki (POL), Bissang (FRA), Papapetrou (GRE) |  |
| 30 de Janeiro de 2015 20:45 | Relatório | Pts: Tomić 16 Rbts: Tomić 9 Asts: Tomić e Huertas 5 |       | Pts: Gudaitis 17 Rbts: Gudaitis 5 Asts: Dimsa 8 |  | Palau Blaugrana, Catalunha Público: 6 762 Árbitros: Ziemblicki (POL), Bissang (FRA), Papapetrou (GRE) |  |

| 30 de Janeiro de 2015 21:45 | Relatório | Panathinaikos Atenas                          | 86–77 | Galatasaray Istambul                       |  | OAKA, Atenas Público: 9 288 Árbitros: Belosevic (SRB), Taurino (ITA), Peruga (SPA) |  |
| 30 de Janeiro de 2015 21:45 | Relatório | Placar por quarto: 19–11, 23–16, 23–19, 21–31 |       |                                            |  | OAKA, Atenas Público: 9 288 Árbitros: Belosevic (SRB), Taurino (ITA), Peruga (SPA) |  |
| 30 de Janeiro de 2015 21:45 | Relatório | Pts: Blums 16 Rbts: Fotsis 11 Asts: Nelson 8  |       | Pts: Micov 16 Rbts: Young 8 Asts: Arroyo 6 |  | OAKA, Atenas Público: 9 288 Árbitros: Belosevic (SRB), Taurino (ITA), Peruga (SPA) |  |

### 6ª Rodada
| 5 de Fevereiro de 2015 19:00 | Relatório | Galatasaray Istambul                                    | 94–97 | Maccabi Tel Aviv                         | OT | Abdi İpekçi Arena, Istambul Público: 11 060 Árbitros: Lamonica (ITA), Jovcic (SRB), Piloidis (GRE) |  |
| 5 de Fevereiro de 2015 19:00 | Relatório | Placar por quarto: 22-27, 27-17, 15-19, 21-22, OT: 9-12 |       |                                          | OT | Abdi İpekçi Arena, Istambul Público: 11 060 Árbitros: Lamonica (ITA), Jovcic (SRB), Piloidis (GRE) |  |
| 5 de Fevereiro de 2015 19:00 | Relatório | Pts: Erceg 29 Rbts: Carter 8 Asts: Güler 4              |       | Pts: Smith 24 Rbts: Tyus 8 Asts: Smith 4 | OT | Abdi İpekçi Arena, Istambul Público: 11 060 Árbitros: Lamonica (ITA), Jovcic (SRB), Piloidis (GRE) |  |

| 5 de Fevereiro de 2015 20:45 | Relatório | Real Madrid                                           | 97–73 | FC Barcelona                                    |  | Barclaycard Center, Madrid Público: 12 662 Árbitros: Christodolou (GRE), Belosevic (SRB), Sahin (ITA) |  |
| 5 de Fevereiro de 2015 20:45 | Relatório | Placar por quarto: 26–16, 16–17, 24–20, 31-20         |       |                                                 |  | Barclaycard Center, Madrid Público: 12 662 Árbitros: Christodolou (GRE), Belosevic (SRB), Sahin (ITA) |  |
| 5 de Fevereiro de 2015 20:45 | Relatório | Pts: Rodríguez 23 Rbts: Fernández 9 Asts: Williams 10 |       | Pts: Rodríguez 6 Rbts: Hezonja 22 Asts: Tomić 6 |  | Barclaycard Center, Madrid Público: 12 662 Árbitros: Christodolou (GRE), Belosevic (SRB), Sahin (ITA) |  |

| 5 de Fevereiro de 2015 20:45 | Relatório | Estrela Vermelha Belgrado                               | 68–70 | Žalgiris Kaunas                                                 |  | Arena Kombank, Belgrado Público: 18 382 Árbitros: Garcia Gonzalez (SPA), Gkontas (GRE), Cortes (SPA) |  |
| 5 de Fevereiro de 2015 20:45 | Relatório | Placar por quarto: 13-20, 21–19, 15-14, 19-17           |       |                                                                 |  | Arena Kombank, Belgrado Público: 18 382 Árbitros: Garcia Gonzalez (SPA), Gkontas (GRE), Cortes (SPA) |  |
| 5 de Fevereiro de 2015 20:45 | Relatório | Pts: Marjanovic 17 Rbts: Marjanović 10 Asts: Williams 7 |       | Pts: Anderson 22 Rbts: Jankunas 8 Asts: Lekavicius e Milaknis 3 |  | Arena Kombank, Belgrado Público: 18 382 Árbitros: Garcia Gonzalez (SPA), Gkontas (GRE), Cortes (SPA) |  |

| 30 de Janeiro de 2015 21:45 | Relatório | Alba Berlin                                              | 59–65 | Panathinaikos Atenas                                                       |  | O2 World, Berlim Público: 11 406 Árbitros: Perez Perez (SPA), Chiari (ITA), Nuran (TUR) |  |
| 30 de Janeiro de 2015 21:45 | Relatório | Placar por quarto: 13-13, 16-9, 16–23, 14-20             |       |                                                                            |  | O2 World, Berlim Público: 11 406 Árbitros: Perez Perez (SPA), Chiari (ITA), Nuran (TUR) |  |
| 30 de Janeiro de 2015 21:45 | Relatório | Pts: Redding e McLean 11 Rbts: Redding 6 Asts: Redding 4 |       | Pts: Mavrokefalidis 11 Rbts: Fotsis 8 Asts: 3 jogadores com 3 assistências |  | O2 World, Berlim Público: 11 406 Árbitros: Perez Perez (SPA), Chiari (ITA), Nuran (TUR) |  |

### Sétima Rodada
| 12 de Fevereiro de 2015 20:00 | Relatório | Žalgiris Kaunas                                                            | 71–88 | Real Madrid                                     |  | Žalgiris Arena, Kaunas Público: 11 111 Árbitros: Lamonica (ITA), Nuran (TUR), Pastusiak (POL) |  |
| 12 de Fevereiro de 2015 20:00 | Relatório | Placar por quarto: 23-24, 24-23, 13-25, 11-16                              |       |                                                 |  | Žalgiris Arena, Kaunas Público: 11 111 Árbitros: Lamonica (ITA), Nuran (TUR), Pastusiak (POL) |  |
| 12 de Fevereiro de 2015 20:00 | Relatório | Pts: Javtokas 12 Rbts: Gudaitis e Javtokas 6 Asts: Lekavicius e Songaila 6 |       | Pts: Fernandez 17 Rbts: Nocioni 6 Asts: Llull 9 |  | Žalgiris Arena, Kaunas Público: 11 111 Árbitros: Lamonica (ITA), Nuran (TUR), Pastusiak (POL) |  |

| 12 de Fevereiro de 2015 21:05 | Relatório | Maccabi Tel Aviv                             | 59–66 | Alba Berlin                                          |  | Menora Mivtachim Arena, Tel Aviv Público: 11 060 Árbitros: Christodolou (GRE), Ankarali (TUR), Peruga (SPA) |  |
| 12 de Fevereiro de 2015 21:05 | Relatório | Placar por quarto: 16-15, 20-20, 8-15, 15-16 |       |                                                      |  | Menora Mivtachim Arena, Tel Aviv Público: 11 060 Árbitros: Christodolou (GRE), Ankarali (TUR), Peruga (SPA) |  |
| 12 de Fevereiro de 2015 21:05 | Relatório | Pts: Smith 17 Rbts: Smith 9 Asts: Smith 4    |       | Pts: McLean 18 Rbts: Redding e McLean 6 Asts: Tabu 7 |  | Menora Mivtachim Arena, Tel Aviv Público: 11 060 Árbitros: Christodolou (GRE), Ankarali (TUR), Peruga (SPA) |  |

| 12 de Fevereiro de 2015 21:00 | Relatório | FC Barcelona                                              | 82–70 | Galatasaray Istambul                        |  | Palau Blaugrana, Barcelona Público: 4 694 Árbitros: Lottermoser (GER), Viator (FRA), Halliko (FIN) |  |
| 12 de Fevereiro de 2015 21:00 | Relatório | Placar por quarto: 22-20, 30–19, 14-17, 16-14             |       |                                             |  | Palau Blaugrana, Barcelona Público: 4 694 Árbitros: Lottermoser (GER), Viator (FRA), Halliko (FIN) |  |
| 12 de Fevereiro de 2015 21:00 | Relatório | Pts: Satoranský 17 Rbts: Doellman e Tomić 9 Asts: Tomić 5 |       | Pts: Erceg 18 Rbts: Young 14 Asts: Arslan 6 |  | Palau Blaugrana, Barcelona Público: 4 694 Árbitros: Lottermoser (GER), Viator (FRA), Halliko (FIN) |  |

| 13 de Fevereiro de 2015 21:45 | Relatório | Panathinaikos Atenas                                         | 74–69 | Estrela Vermelha Belgrado                                        |  | OAKA, Atenas Público: 12 000 Árbitros: Bulto (SPA), Sahin (ITA), Zashchuk (UKR) |  |
| 13 de Fevereiro de 2015 21:45 | Relatório | Placar por quarto: 26-6, 11-23, 15–22, 22-18                 |       |                                                                  |  | OAKA, Atenas Público: 12 000 Árbitros: Bulto (SPA), Sahin (ITA), Zashchuk (UKR) |  |
| 13 de Fevereiro de 2015 21:45 | Relatório | Pts: Slaughter 16 Rbts: Fotsis e Gist 5 Asts: Diamantidis 10 |       | Pts: Marjanovic e Jenkins 17 Rbts: Marjanovic 10 Asts: Kalinic 4 |  | OAKA, Atenas Público: 12 000 Árbitros: Bulto (SPA), Sahin (ITA), Zashchuk (UKR) |  |

### Oitava Rodada
| 26 de Fevereiro de 2015 19:45 | Relatório | Žalgiris Kaunas                                    | 72–59 | Galatasaray Istambul                         |  | Žalgiris Arena, Kaunas Público: 8 700 Árbitros: Hierrezuelo (SPA), Radovic (CRO), Foufis (GRE) |  |
| 26 de Fevereiro de 2015 19:45 | Relatório | Placar por quarto: 23-8, 19-16, 12-19, 18-16       |       |                                              |  | Žalgiris Arena, Kaunas Público: 8 700 Árbitros: Hierrezuelo (SPA), Radovic (CRO), Foufis (GRE) |  |
| 26 de Fevereiro de 2015 19:45 | Relatório | Pts: Jankunas 12 Rbts: Jankunas 9 Asts: Anderson 6 |       | Pts: Guler 16 Rbts: Gonlum 10 Asts: Carter 3 |  | Žalgiris Arena, Kaunas Público: 8 700 Árbitros: Hierrezuelo (SPA), Radovic (CRO), Foufis (GRE) |  |

| 26 de Fevereiro de 2015 20:45 | Relatório | Real Madrid                                             | 85–61 | Estrela Vermelha de Belgrado                            |  | Barclaycard Center, Madrid Público: 11 385 Árbitros: Lottermoser (GER), Chiari (ITA), Piloidis (GRE) |  |
| 26 de Fevereiro de 2015 20:45 | Relatório | Placar por quarto: 16-18, 24-11, 20-17, 25-15           |       |                                                         |  | Barclaycard Center, Madrid Público: 11 385 Árbitros: Lottermoser (GER), Chiari (ITA), Piloidis (GRE) |  |
| 26 de Fevereiro de 2015 20:45 | Relatório | Pts: Carroll 17 Rbts: Reyes e Slaughter 5 Asts: Llull 7 |       | Pts: Marjanovic 21 Rbts: Marjanovic 13 Asts: Williams 8 |  | Barclaycard Center, Madrid Público: 11 385 Árbitros: Lottermoser (GER), Chiari (ITA), Piloidis (GRE) |  |

| 26 de Fevereiro de 2015 20:45 | Relatório | Maccabi Tel Aviv                                       | 73–70 | Panathinaikos Atenas                                   |  | Menora Mivtachim Arena, Tel Aviv Público: 11 060 Árbitros: Pukl (SLO), Garcia Gonzales (SPA), Boltauzer (SLO) |  |
| 26 de Fevereiro de 2015 20:45 | Relatório | Placar por quarto: 22-17, 16-13, 16-22, 19-18          |       |                                                        |  | Menora Mivtachim Arena, Tel Aviv Público: 11 060 Árbitros: Pukl (SLO), Garcia Gonzales (SPA), Boltauzer (SLO) |  |
| 26 de Fevereiro de 2015 20:45 | Relatório | Pts: Pargo 16 Rbts: Linhart 10 Asts: Haynes e Randle 5 |       | Pts: Giankovits 16 Rbts: Batista 6 Asts: Diamantidis 6 |  | Menora Mivtachim Arena, Tel Aviv Público: 11 060 Árbitros: Pukl (SLO), Garcia Gonzales (SPA), Boltauzer (SLO) |  |

| 26 de Fevereiro de 2015 19:45 | Relatório | Žalgiris Kaunas                                    | 72–59 | Galatasaray Istambul                         |  | Žalgiris Arena, Kaunas Público: 8 700 Árbitros: Hierrezuelo (SPA), Radovic (CRO), Foufis (GRE) |  |
| 26 de Fevereiro de 2015 19:45 | Relatório | Placar por quarto: 23-8, 19-16, 12-19, 18-16       |       |                                              |  | Žalgiris Arena, Kaunas Público: 8 700 Árbitros: Hierrezuelo (SPA), Radovic (CRO), Foufis (GRE) |  |
| 26 de Fevereiro de 2015 19:45 | Relatório | Pts: Jankunas 12 Rbts: Jankunas 9 Asts: Anderson 6 |       | Pts: Guler 16 Rbts: Gonlum 10 Asts: Carter 3 |  | Žalgiris Arena, Kaunas Público: 8 700 Árbitros: Hierrezuelo (SPA), Radovic (CRO), Foufis (GRE) |  |

### Décima Rodada
| 12 de Março de 2015 19:00 | Relatório | Galatasaray Istambul                                       | 68–91 | Estrela Vermelha Belgrado                       |  | Abdi İpekçi Arena, Istambul Público: 6 231 Árbitros: Christodolou (GRE), Garcia Gonzalez (SPA), Jacevicius (LTU) |  |
| 12 de Março de 2015 19:00 | Relatório | Placar por quarto: 16-21, 19-31, 16-15, 17-24              |       |                                                 |  | Abdi İpekçi Arena, Istambul Público: 6 231 Árbitros: Christodolou (GRE), Garcia Gonzalez (SPA), Jacevicius (LTU) |  |
| 12 de Março de 2015 19:00 | Relatório | Pts: Pocius 13 Rbts: Young 5 Asts: Carter, Pocius e Arar 3 |       | Pts: Blazic 19 Rbts: Marjanovic 9 Asts: Jovic 8 |  | Abdi İpekçi Arena, Istambul Público: 6 231 Árbitros: Christodolou (GRE), Garcia Gonzalez (SPA), Jacevicius (LTU) |  |

| 12 de Março de 2015 21:00 | Relatório | Real Madrid                                     | 93–62 | Alba Berlin                                     |  | Barclaycard Center, Madrid Público: 10 682 Árbitros: Viator (FRA), Dozai (CRO), Papapetrou (GRE) |  |
| 12 de Março de 2015 21:00 | Relatório | Placar por quarto: 27-18, 19-21, 24-7, 23-16    |       |                                                 |  | Barclaycard Center, Madrid Público: 10 682 Árbitros: Viator (FRA), Dozai (CRO), Papapetrou (GRE) |  |
| 12 de Março de 2015 21:00 | Relatório | Pts: Carroll 13 Rbts: Reyes 8 Asts: Fernandez 8 |       | Pts: Redding 14 Rbts: Renfroe 6 Asts: Renfroe 5 |  | Barclaycard Center, Madrid Público: 10 682 Árbitros: Viator (FRA), Dozai (CRO), Papapetrou (GRE) |  |

| 13 de Março de 2015 18:45 | Relatório | Zalgiris Kaunas                                             | 76–70 | Panathinaikos Atenas                                      |  | Žalgiris Arena, Kaunas Público: 9 984 Árbitros: Ryzhyk (UKR), Ankarali (TUR) e Jimenez (SPA) |  |
| 13 de Março de 2015 18:45 | Relatório | Placar por quarto: 17-13, 22-15, 16-27, 21-15               |       |                                                           |  | Žalgiris Arena, Kaunas Público: 9 984 Árbitros: Ryzhyk (UKR), Ankarali (TUR) e Jimenez (SPA) |  |
| 13 de Março de 2015 18:45 | Relatório | Pts: Cherry 18 Rbts: Anderson e Ulanovas 6 Asts: Ulanovas 5 |       | Pts: Pappas 21 Rbts: Mavrokefalidis 6 Asts: Diamantidis 5 |  | Žalgiris Arena, Kaunas Público: 9 984 Árbitros: Ryzhyk (UKR), Ankarali (TUR) e Jimenez (SPA) |  |

| 6 de Março de 2015 19:00 | Relatório | Galatasaray Istambul                                | 71–107 | Real Madrid                                                   |  | Abdi İpekçi Arena, Istambul Público: 11 312 Árbitros: Pukl (SLO), Zamojski (POL), Koromilas (GRE) |  |
| 6 de Março de 2015 19:00 | Relatório | Placar por quarto: 20-24, 14-33, 25-20, 12-30       |        |                                                               |  | Abdi İpekçi Arena, Istambul Público: 11 312 Árbitros: Pukl (SLO), Zamojski (POL), Koromilas (GRE) |  |
| 6 de Março de 2015 19:00 | Relatório | Pts: Young 19 Rbts: Young 8 Asts: Carter e Arslan 3 |        | Pts: Fernandez 17 Rbts: Bourousis 5 Asts: Rodriguez e Llull 7 |  | Abdi İpekçi Arena, Istambul Público: 11 312 Árbitros: Pukl (SLO), Zamojski (POL), Koromilas (GRE) |  |

### Nona Rodada
| 5 de Março de 2015 21:45 | Relatório | Panathinaikos Atenas                                | 77–81 | FC Barcelona                                                 |  | OAKA, Atenas Público: 16 033 Árbitros: Lamonica (ITA), Paternico (ITA), Koljensic (MNE) |  |
| 5 de Março de 2015 21:45 | Relatório | Placar por quarto: 21-16, 11-26, 20-15, 25-24       |       |                                                              |  | OAKA, Atenas Público: 16 033 Árbitros: Lamonica (ITA), Paternico (ITA), Koljensic (MNE) |  |
| 5 de Março de 2015 21:45 | Relatório | Pts: Batista 16 Rbts: Batista 9 Asts: Diamantidis 6 |       | Pts: Doellman 21 Rbts: Doellman e Tomic 7 Asts: Satoransky 6 |  | OAKA, Atenas Público: 16 033 Árbitros: Lamonica (ITA), Paternico (ITA), Koljensic (MNE) |  |

| 5 de Março de 2015 20:45 | Relatório | Estrela Vermelha Belgrado                               | 89–76 | Maccabi Tel Aviv                           |  | Kombank Arena, Belgrado Público: 9 926 Árbitros: Hierruzuelo (SPA), Kowalski (POL), Jimenez (SPA) |  |
| 5 de Março de 2015 20:45 | Relatório | Placar por quarto: 18-20, 20-14, 16-25, 35-17           |       |                                            |  | Kombank Arena, Belgrado Público: 9 926 Árbitros: Hierruzuelo (SPA), Kowalski (POL), Jimenez (SPA) |  |
| 5 de Março de 2015 20:45 | Relatório | Pts: Marjanovic 19 Rbts: Marjanovic 17 Asts: Williams 5 |       | Pts: Smith 15 Rbts: Tyus 15 Asts: Ohayon 8 |  | Kombank Arena, Belgrado Público: 9 926 Árbitros: Hierruzuelo (SPA), Kowalski (POL), Jimenez (SPA) |  |

| 4 de Março de 2015 20:15 | Relatório | Alba Berlin                                               | 80–72 | Žalgiris Kaunas                                      |  | O2 World, Berlim Público: 9 088 Árbitros: Jovcic (SRB), Conde (SPA), Javor (SLO) |  |
| 4 de Março de 2015 20:15 | Relatório | Placar por quarto: 20-17, 22-20, 20-14, 18-21             |       |                                                      |  | O2 World, Berlim Público: 9 088 Árbitros: Jovcic (SRB), Conde (SPA), Javor (SLO) |  |
| 4 de Março de 2015 20:15 | Relatório | Pts: Redding 27 Rbts: Redding e Renfroe 7 Asts: Renfroe 8 |       | Pts: Milaknis 18 Rbts: Songaila 4 Asts: Lekavicius 4 |  | O2 World, Berlim Público: 9 088 Árbitros: Jovcic (SRB), Conde (SPA), Javor (SLO) |  |

| 6 de Março de 2015 19:00 | Relatório | Galatasaray Istambul                                | 71–107 | Real Madrid                                                   |  | Abdi İpekçi Arena, Istambul Público: 11 312 Árbitros: Pukl (SLO), Zamojski (POL), Koromilas (GRE) |  |
| 6 de Março de 2015 19:00 | Relatório | Placar por quarto: 20-24, 14-33, 25-20, 12-30       |        |                                                               |  | Abdi İpekçi Arena, Istambul Público: 11 312 Árbitros: Pukl (SLO), Zamojski (POL), Koromilas (GRE) |  |
| 6 de Março de 2015 19:00 | Relatório | Pts: Young 19 Rbts: Young 8 Asts: Carter e Arslan 3 |        | Pts: Fernandez 17 Rbts: Bourousis 5 Asts: Rodriguez e Llull 7 |  | Abdi İpekçi Arena, Istambul Público: 11 312 Árbitros: Pukl (SLO), Zamojski (POL), Koromilas (GRE) |  |